# Aegialia sibiricus
Aegialia sibiricus är en skalbaggsart som beskrevs av Zdzisława Stebnicka 1977. Aegialia sibiricus ingår i släktet Aegialia och familjen Aegialiidae. Inga underarter finns listade i Catalogue of Life.